# Kůrovcová kalamita v Česku

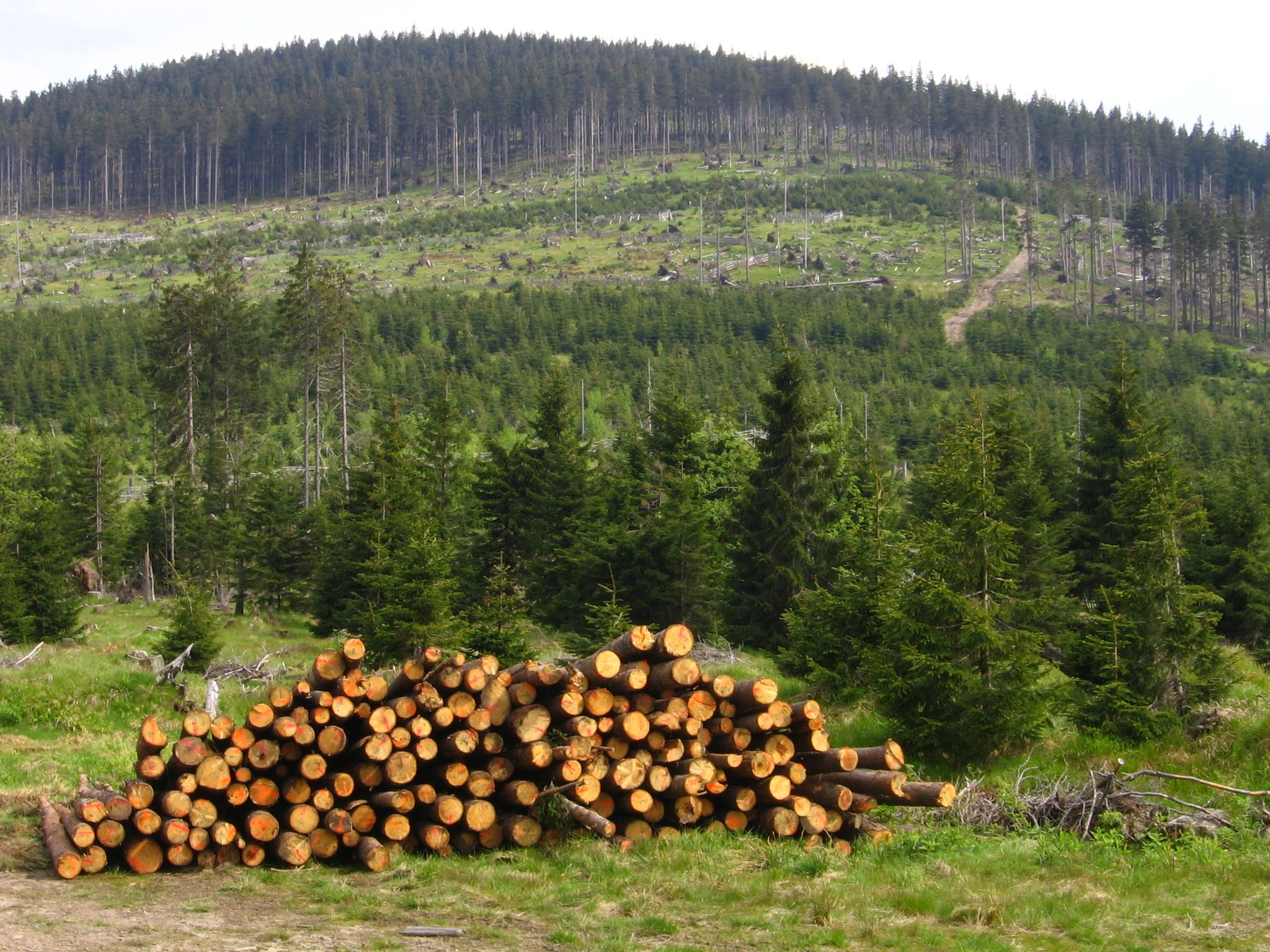
Kůrovcová kalamita na Šumavě, 2006

Kůrovcová kalamita je postižení stromů a lesa, které způsobují kůrovci. Již koncem 18. století byla v některých zemích vydávána nařízení k hubení tohoto brouka.

## 19. století
V první polovině století nebyl lýkožrout téměř pozorován (vyjma let 1846–1848). Laikové však kůrovcem nazývají každý hmyz žijící pod kůrou. Císařský patent 250/1852 ř.z. nařizuje odvracení škod hmyzem. Roku 1870 došlo k velkému větrnému polomu na Šumavě a následně v 70. letech 19. století bylo na Šumavě kalamitou postiženo kolem 10 milionů m³. Obnova lesa byla provedena především pomocí sazenic smrku, jejichž stáří dospělo ke kritickému věku na přelomu tisíciletí.

## 20. století
Do poloviny století se lýkožrout vyskytoval v pohraničí, ale v nižších polohách s nepůvodním smrkem se nevyskytoval. Problém smrkových monokultur je znám. Následovaly kalamity v letech 1945–1952 (sucho 1947), 1983–1988 (sucho 1982 a 1983) a 1992–1996. Převažuje lýkožrout smrkový, ovšem začíná vzrůstat podíl napadení, který způsobuje nepůvodní lýkožrout severský, který působí nenápadněji, přežívá lépe zimu (v hrabance a nikoli v napadeném stromu) a vyžaduje čerstvější stromy. V Evropě jeho velkoplošný výskyt představuje Bělověžský národní park. Z Polska se pak začal šířit na Severní Moravu.

## 21. století
Po přelomu století začala jedna z nejhorších kalamit v českých zemích, největší kůrovcová kalamita od dob Marie Terezie. První vlna byla v letech 2003-2010 (po suchu v roce 2003). Druhá vlna začala v roce 2015 na severní Moravě, kde kůrovec začal napadat suchem oslabené smrky. V roce 2019 předseda Sdružení vlastníků obecních a soukromých lesů František Kučera odhadoval, že kvůli kůrovci zanikne jedna třetina lesů v Česku. Podle Petra Zahradníka, náměstka ředitele Výzkumného ústavu lesního hospodářství a myslivosti, začala kalamita už v roce 2003. Podle Jana Řezáče, vedoucího Lesnického informačního centra téhož ústavu, začala již roku 1990, v důsledku změny sociální struktury venkova, nedostatku zaměstnanců, a také kvůli nevčasnému zásahu.
Mezi příčinami se uvádí:
- smrkové monokultury
- klimatické změny (sucho)
- špatná transformace lesního hospodářství po roce 1989
- selhání řízení lesního hospodářství při kalamitě

Za příčinu se uvádí i hustší les (v kterém si stromy berou navzájem vláhu), kdy světlejší les lépe odolává kalamitě.

### 2016
Průměrné hodnoty počtu odchycených kusů kůrovce na lapačích se pohybovaly okolo stovek kusů.
Byl spuštěn projekt Kůrovcové info.

### 2017
V roce 2017 kůrovec poničil asi 6 milionů m³ dřeva. Nejhorší situace byla na Severní Moravě a ve Slezsku. Celkem bylo v roce 2017 vytěženo 19 milionů m³ dřeva. Pro srovnání, kvůli orkánu Kyrill bylo v roce 2007 vytěženo 18,5 milionů m³ dřeva.

### 2018
První rojení kůrovce začalo v dubnu a v průběhu roku vyletěly tři generace. Výjimečně byla zakládána ještě čtvrtá generace.
Ve státních lesích se na Vysočině od ledna do července 2018 vytěžilo 303 500 m³ kůrovcového dřeva. Odhadovalo se, že kvůli kůrovci bude muset být v roce 2019 na Vysočině vytěženo pět až šest milionů m³ kůrovcového dřeva. Protože to je množství, které se nedá prodat, republikový výbor Sdružení vlastníků obecních a soukromých lesů sepsal petici s názvem Zdravé a prosperující lesy pro příští generace, ve které žádal vládu a parlament o pomoc.
Celkem bylo vytěženo 25,7 milionů m³ dřeva. Z toho hmyzové kácení činilo 13 milionů m³ dřeva, což tvoří podíl téměř 57 % veškeré neplánované těžby. Na Vysočině 70 % veškerého vytěženého dřeva představovalo hmyzovou těžbu.
Tehdejší ministr zemědělství Marian Jurečka navrhoval uvolnit 15 000 víz do zemědělství pro pracovníky z Ukrajiny, ale schváleno bylo pouze 1500 víz.
Česká inspekce životního prostředí udělila pokutu 3,5 milionu Kč státnímu podniku Lesy České republiky, protože na severní Moravě neprovedl úkony, které ve spojení s kůrovcem provést měl.
Nejvyšší správní soud v prosinci 2023 zamítl kasační stížnost státního podniku proti pokutě.

### 2019

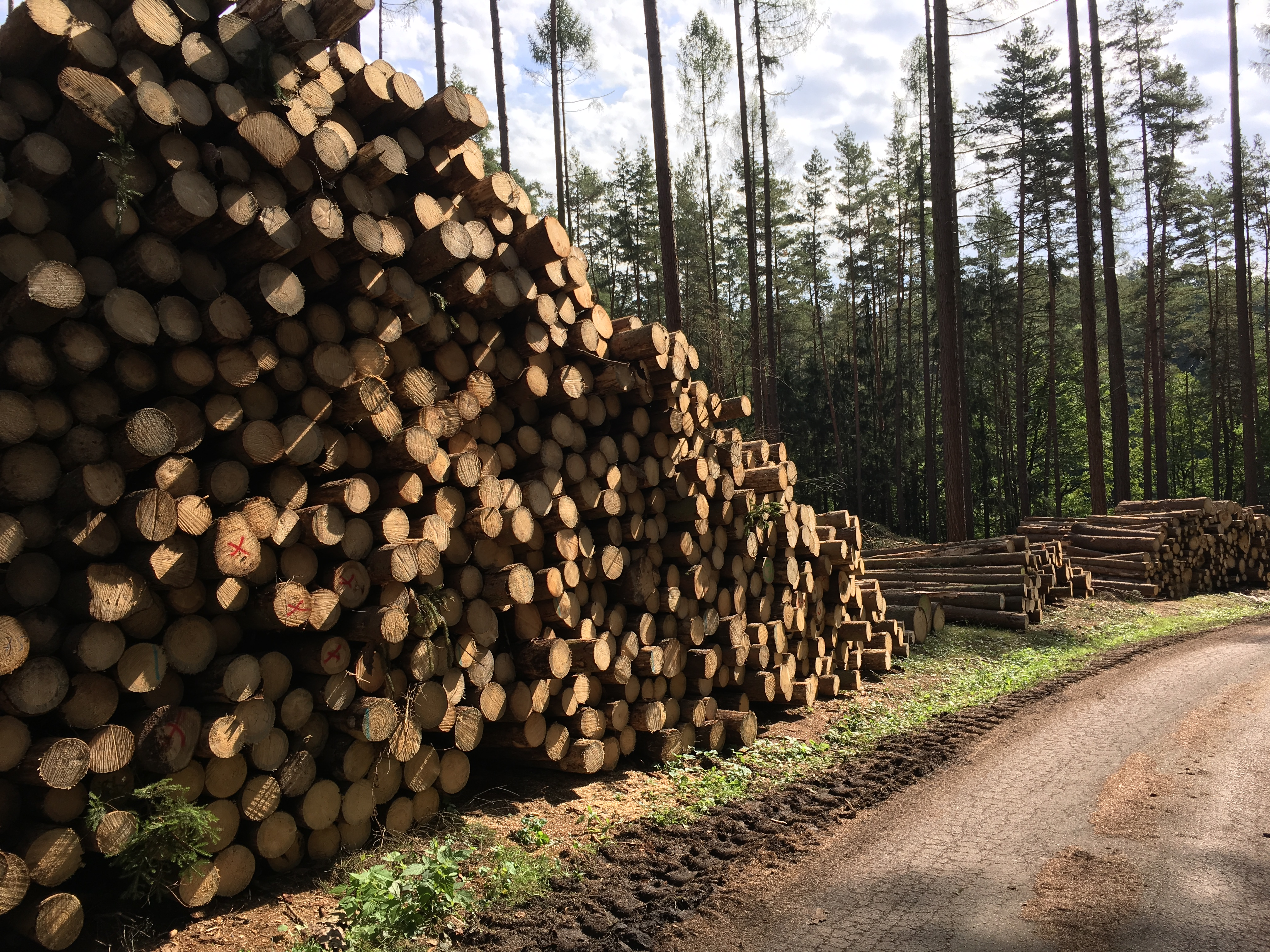
Les po těžbě na Vlašimsku (r. 2019)

První rojení kůrovce začalo v dubnu, druhé v červenci. Rozmnožování kůrovce bylo ale v obou případech zpomaleno deštěm, takže se očekávalo, že třetí vlna množení kůrovce neproběhne plně a čtvrtá vlna množení neproběhne vůbec. Průměrné hodnoty počtu odchycených kusů kůrovce na lapačích se pohybovaly v desítkách tisíc kusů, v jednom místě na Vysočině překročil počet lapených brouků 100 tisíc.
Kůrovcem byla ohrožena polovina smrkových porostů spravovaných státním podnikem Lesy České republiky. Některé porosty na Moravě byly ohroženy i housenkami bekyně velkohlavé. V prvním pololetí roku zvýšil podnik Lesy České republiky meziročně těžbu kůrovcového dříví o 112 % na 2,8 milionů m³ kůrovcového dříví. Přesto se v roce 2019 hospodaření podniku propadlo do ztráty 790 milionů korun, i když do roku 2017 dosahoval zisků v řádech miliard.
Kvůli kalamitě klesla cena jednoho m³ smrkové kulatiny až na méně než 1000 Kč. Cena vlákninového dřeva klesla až na 200 Kč, což je nižší částka než výrobní náklady, které v té době činily 400 až 450 Kč. Na mnoha místech se vlákninové dřevo stalo neprodejným. Někde se tak přestalo dařit dosáhnout průměrného zpeněžení dřeva okolo 1000 Kč/m³, které je nutné pro zajištění běžného provozu, režií a podobně.
Dačice, které v minulosti měly na 60 % lesních pozemků, přišly v průběhu roku 2019 kvůli kůrovci o všechen smrk starší deseti let, zůstaly pouze místa, kde byl smrk ve stáří pěti až deseti let. Kůrovec napadl i dvacetileté smrky, které běžně nenapadá. Kvůli velkému poklesu ceny dřeva se tak městská firma Městské lesy Dačice dostala do existenčních problémů a bude muset být dotována obcí.

V některých lokalitách lýkožrout smrkový napadal i borovice a na několika místech se přemnožili kůrovci z jasanu. V okolí Kuchařovic bylo na začátku září 2019 bylo napadeno lýkožroutem smrkovým 60 % borovic.

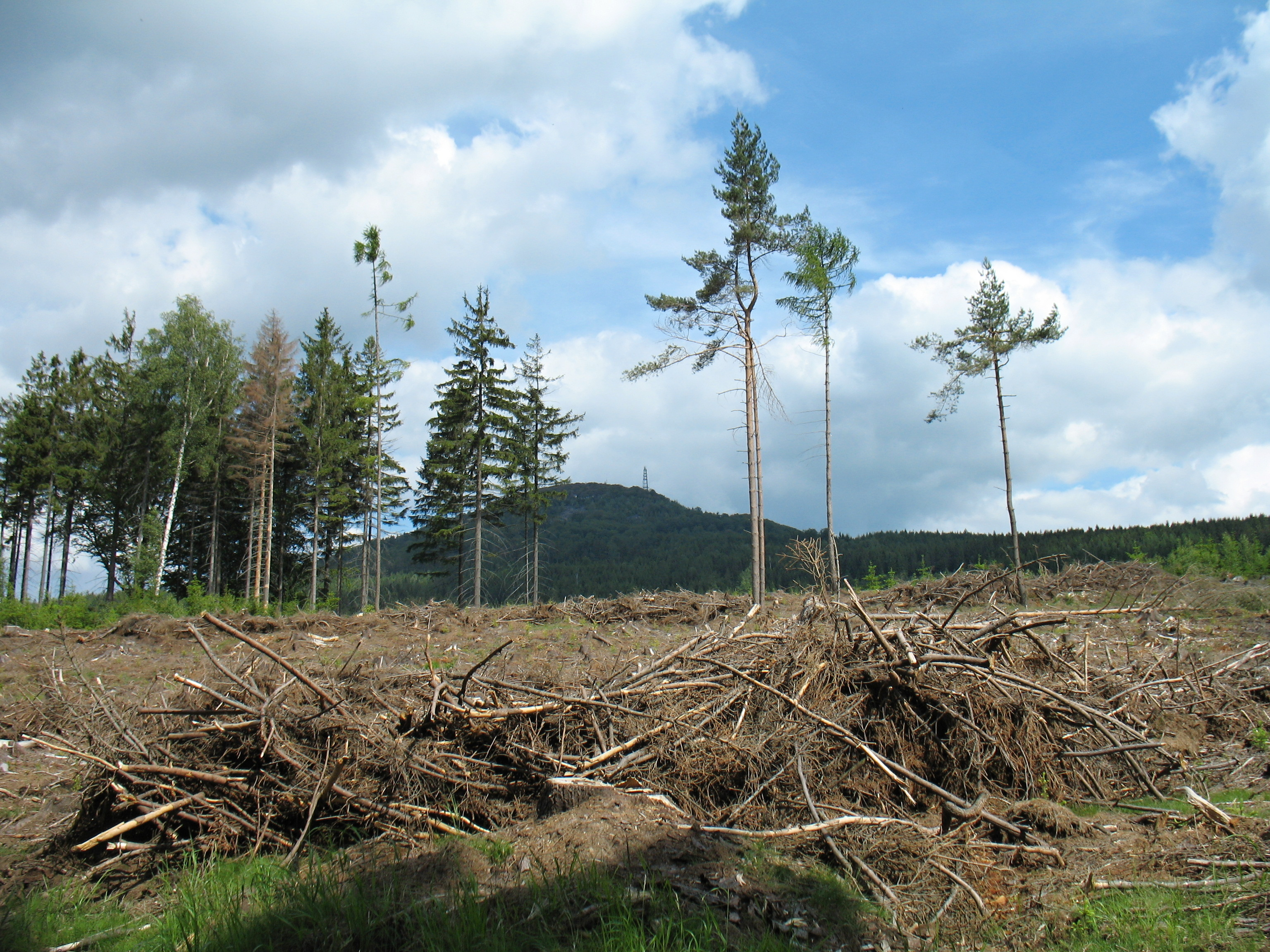
Kácení napadených smrků mezi nádražím Jedlová a stejnojmenným vrcholem Lužických hor (červen 2020)

V reakci na kalamitu Ministerstvo zemědělství začalo podporovat výsadbu listnatých stromů, které jsou odolnější vůči klimatickým změnám, na nákup jejich sazenic ministerstvo zemědělství přispěje dvakrát až třikrát vyšší částkou než na sazenice smrku. V roce 2019 Ministerstvo zemědělství vydalo vyhlášku, podle které musí listnaté stromy zabírat alespoň jednu čtvrtinu plochy v jinak smrkovém porostu.
Ministerstvo zemědělství připravilo pro nestátní vlastníky lesů dotaci ve výši 2,5 miliardy Kč, z čehož 1,5 miliardy měla být k dispozici do konce roku 2019 a zbytek ve čtvrtletí roku 2020. Sdružení vlastníků obecních a soukromých lesů na zalesňovací práce žádalo 7 miliard Kč na zalesňovací práce v roce 2020.
Podle lesníka Václava Kinského kvůli nedostatku lidí nastal čas vyzvat veřejnost a školy k pomoci při zalesňování.

### 2020
Ještě v roce 2020 se Římskokatolická církev, podobně jako jiní majitelé lesních porostů, potýkala s výpadkem příjmů z prodeje dřeva způsobeným kůrovcovou kalamitou.

### Reakce na kalamitu
Podle bývalého ministra zemědělství Mariana Jurečky začal problém už před několika generacemi, kdy byly smrkové monokultury vysazovány do nevhodných lokalit. Podle profesora Davida Storcha však neusychající vegetace s hlubokými kořeny jen více odčerpává vodu z krajiny, takže nahrazování smrků také není řešení. Podle Jaromíra Bláhy z hnutí DUHA je kůrovec jenom prostředník, který odstraňuje smrky, které by jinak odešly z jiného důvodu.
Miloš Zeman označil hledání příčiny kalamity v globálním oteplování za alibismus. Podle něj jsou na vině ekologičtí aktivisté, kteří šíření kůrovce podněcovali. Jmenovitě uvedl bývalého ministra životního prostředí Martina Bursíka.